# بروند عليا (مقاطعة دالاهو)
بروند عليا (بالفارسية: بروند علیا) هي قرية تقع في كرمانشاه في إيران. يقدر عدد سكانها بـ 87 نسمة .